# Fada N'Gourma

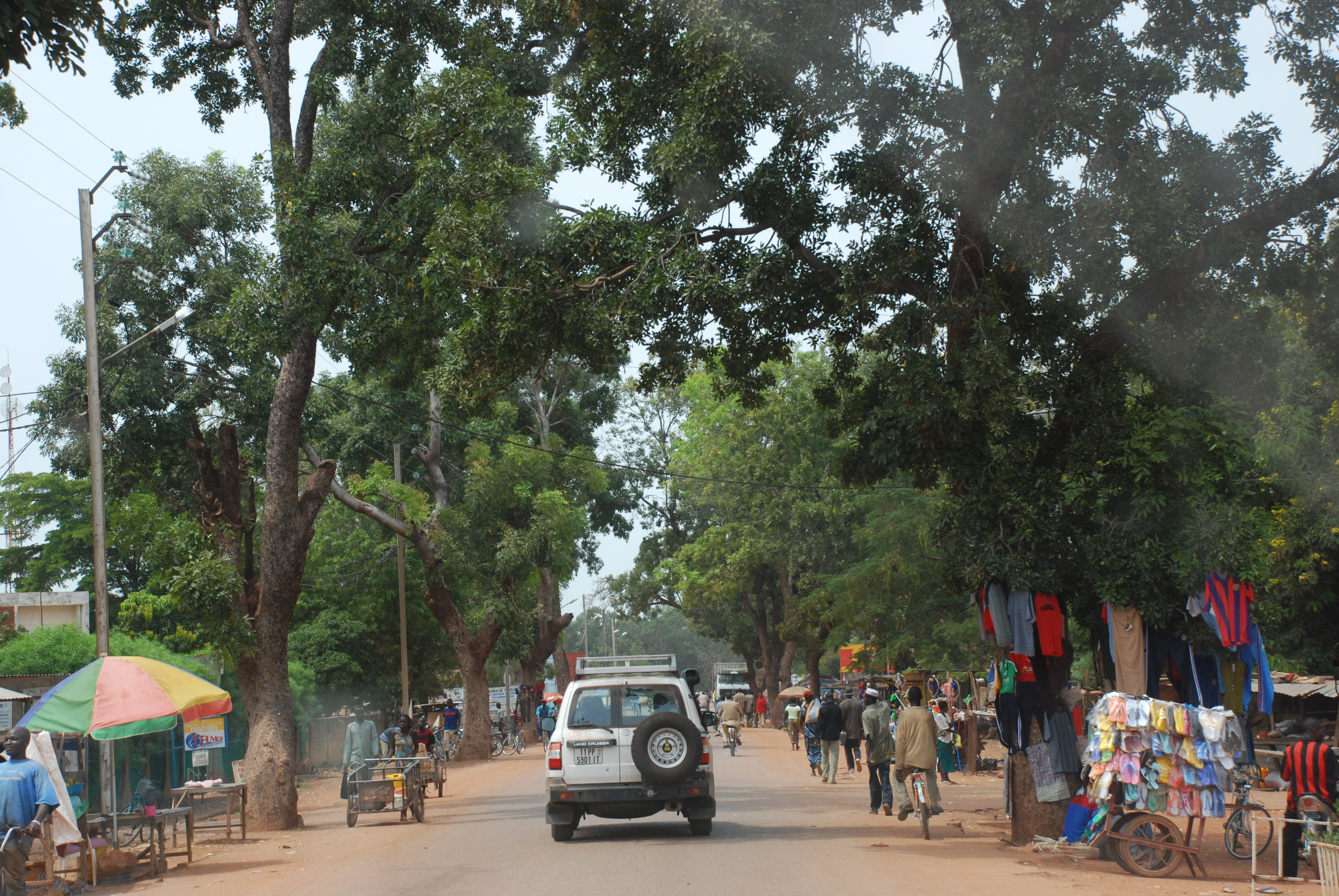
Huvudgatan i Fada N'Gourma

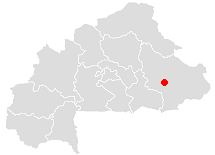
Stadens läge i Burkina Faso.

Fada N'Gourma är en stad och kommun i östra Burkina Faso och är administrativ huvudort för provinsen Gourma. Staden hade 41 785 invånare vid folkräkningen 2006, med totalt 124 577 invånare i hela kommunen.